# Zůstaň se mnou

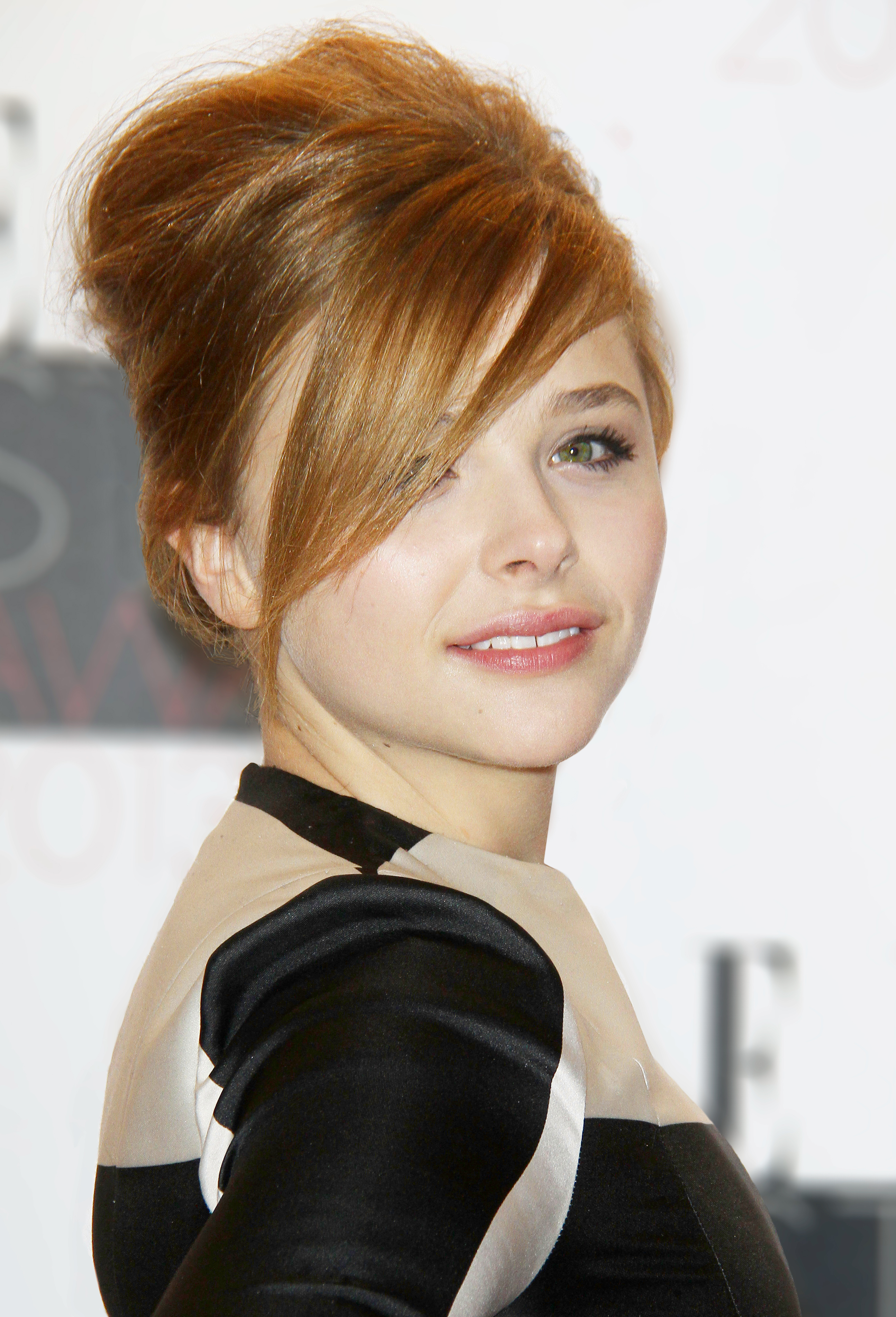
Chloë Grace Moretzová, jež ztvárnila postavu Mii ve stejnojmenném filmu.

Zůstaň se mnou (v anglickém originále: If I stay) je román Gayle Forman, poprvé vydaný v roce 2009. Formanová vydala i pokračování Kam jsi odešla (v originálně Where she went). V roce 2014 vznikl dle románu i stejnojmenný film s Chloë Moretzovou v hlavní roli.

## Děj
Příběh vypráví o sedmnáctileté violoncellistce Mie Hallové. Ta se rozhoduje, zda půjde za svým snem studovat hru na violoncello, nebo zůstane se svým přítelem Adamem, který má rockovou skupinu. Při vážné autonehodě ale přijde o milované rodiče a později zjišťuje, že i o svého mladšího bratra Teddyho. Zatímco je její tělo v kómatu, ona sama může vidět a slyšet vše, co kolem děje. Musí se rozhodnout jestli má zůstat se svou kamarádkou, rodinou a především milovaným přítelem Adamem, nebo to vše vzdát a jít za Teddym a rodiči. Mia vzpomíná, jak potkala Adama, jak se zamilovala, i na dobu, kdy její vlastní otec odešel z populární rockové skupiny, aby se mohl věnovat rodině.
V knize se střídá současnost s minulostí a Mia se nakonec z kómatu probouzí. V následujícím díle je pak odkryto i to, že se rozhodla vztah s Adamem ukončit a stala se nejmladší členkou newyorské filharmonie.